# Pevno
Pevno – wieś w Słowenii, w gminie Škofja Loka. W 2018 roku liczyła 77 mieszkańców.